# Veikko Kankkonen
Veikko Kankkonen (* 5. ledna 1940 Sotkamo) je bývalý finský skokan na lyžích.
Na olympijských hrách v Innsbrucku roku 1964 vyhrál závod na středním můstku. Na velkém můstku pak na stejných hrách skončil druhý. V sezóně 1965–66 a 1965–66 se stal celkovým vítězem Turné čtyř můstků. Na zimních olympijských hrách roku 1968 byl vlajkonošem finské výpravy. Závodně hrál též baseball (za klub Maila-Veikot Lahti) a golf (byl čtvrtý na finském mistrovství). Také jeho syn Anssi Kankkonen byl golfistou a zároveň skokanem na lyžích. Po skončení závodní kariéry se Viekko Kankkonen věnoval své původní profesi soustružníka a také trénování skokanů.